# Győrvári János
Győrvári János, Győrváry (Tényő, 1921. szeptember 16. – Eger, 2008. augusztus 5.) magyar színész, a Gárdonyi Géza Színház örökös tagja.

## Életpályája
Tényőn született 1921. szeptember 16-án. Színészi oklevelét az Országos Színészegyesület Színészképző Iskolájában szerezte meg 1946-ban. Pályáját vidéki társulatokban kezdte, játszott a Szegedi Nemzeti Színházban, a Pécsi Nemzeti Színházban, a győri Kisfaludy Színházban és a Soproni Petőfi Színházban, majd 1951-től az Állami Déryné Színházhoz szerződött. 1957-től Egerben, 1959-ben a Békés Megyei Jókai Színházban szerepelt. 1960-tól a Miskolci Nemzeti Színház társulatának volt tagja. 1986-tól haláláig az egri Gárdonyi Géza Színház művésze volt. A 2006–2007-es évadban az egri teátrum társulatának örökös tagjai közé választották. Önálló estjein Arany János, Petőfi Sándor, József Attila, Illyés Gyula, Karinthy Ferenc, Anton Pavlovics Csehov, Radnóti Miklós és Váci Mihály műveiből adott elő.

## Fontosabb színházi szerepei
- William Shakespeare: Szentivánéji álom... Oberon; Theseus
- William Shakespeare: Hamlet... Claudius
- William Shakespeare: A windsori víg nők... Page
- Anton Pavlovics Csehov: Sirály... Dorn doktor
- Theodore Dreiser – Erwin Piscator: Amerikai tragédia... Wiggham
- George Bernard Shaw: Szerelmi házasság... Cokane
- George Bernard Shaw: Warrenné mestersége... Preed
- Arthur Miller: A hétfő emléke... Jim
- Arthur Miller: A salemi boszorkányok... Francis Nurse
- Pavel Kohout: Ilyen nagy szerelem... Taláros úr
- J. B. Priestley: Veszélyes forduló... Robert
- Harriet Beecher Stowe: Tamás bátya kunyhója... Tamás bátya, néger
- Jean Giraudoux: Trójában nem lesz háború... Priamosz
- Madách Imre: Az ember tragédiája... Ádám
- Katona József: Bánk bán... Ottó
- Vörösmarty Mihály: Csongor és Tünde... Csongor
- Bródy Sándor: A tanítónő... Tanító

## Filmek, tv
- A menekülő herceg (1973)
- Família Kft. (sorozat)

-  A szemek nem hazudnak – 2. rész  (1996) ... Pap

## Önálló estjeiből
- Hazám
- Tűz vagyok
- Följelentem az emberiséget
- Ifjú szívekben élek
- Bátrabb igazságokért

## Díjai, elismerései
- Pro Cultura Agriae-díj (Eger város díja)
- A Gárdonyi Géza Színház örökös tagja